# Ensino em tempo integral
O ensino em tempo integral é a ampliação da jornada escolar para dois turnos. Além disso, busca a ampliação das atividades curriculares, que passam a se compor de outras atividades, como: Acompanhamento Pedagógico; Meio Ambiente; Esporte e Lazer; Direitos Humanos em Educação; Cultura e Artes; Cultura Digital; Promoção da Saúde; Educomunicação; Investigação no Campo das Ciências da Natureza; Educação Econômica. É necessário reorganizar o currículo com mais flexibilização para que haja ampliação das atividades curriculares.

## No Brasil

### Minas Gerais
Mais de 210 escolas brasileiras do ensino médio no estado de Minas Gerais aderiram ao ensino em tempo integral em 344 cidades do estado, sendo que em 51 delas será ofertado o sistema médio integral profissional, esse sistema será implantado em Minas Gerais a partir do ano de 2022.